# Baj-Chaak
Baj-Chaak (in russo Бай-Хаак? è un villaggio della Repubblica di Tuva, Russia, centro amministrativo dell'Tandinskij kožuun. Aveva, nel 2021, una popolazione di 3 523 abitanti.